# Intersport
Intersport International Corporation — сеть магазинов спортивных товаров. Основана в 1968 году десятью оптовыми организациями Австрии, Бельгии, Дании, Франции, Германии, Италии, Нидерландов, Норвегии, Швеции и Швейцарии.

## Деятельность
В сеть Intersport входит более 5300 магазинов (по большей части франчайзинговых) в 39 странах мира.
Годовой оборот компании составляет $8,58 млрд.
В России первые магазины под маркой Intersport открылись в 2004 году; правами на использование бренда «Intersport» в России владеет компания ООО «Иохастон». На март 2006 года российская сеть «Интерспорт» насчитывала 97 магазинов, 11 из которых было расположено в Москве, 86 — в регионах РФ (собственных магазинов — 17, остальные франчайзинговые).